# 삼암돈대
삼암돈대(三岩墩臺)는 인천광역시 강화군 내가면 외포리에 있는 조선시대의 돈대이다. 1999년 3월 29일 인천광역시의 유형문화재 제35호로 지정되었다.

## 개요
돈대란 적의 움직임을 살피거나 공격에 대비하기 위하여 영토 내 접경지역 또는 해안지역의 감시가 쉬운 곳에 마련해두는 초소이다. 대개 평지가 높은 곳에 마련해두며, 밖은 성곽으로 높게 하고, 안은 낮게 하여 포를 설치해둔다.
조선시대에도 17세기∼18세기에 해안을 따라 6개의 진(鎭)과 7개의 보(堡), 9개의 포대(砲臺)와 함께 53개 돈대가 설치되었다. 이 돈대는 그 가운데 하나이다.
강화도 외포리 마을에 축조된 이 돈대는 다른 것과는 달리 둥글게 쌓여 있으며, 대포를 올려놓는 받침대가 4곳 설치되었다. 성위로 낮게 쌓은 담이 55개 있었다 하나 지금은 모두 사라지고 그 흔적만 남아있다.
조선 숙종 5년(1679) 강화유수 윤이제가 병조판서 김석주의 명을 받아 쌓은 것으로, 경상도 군위어영군 8천여명이 동원되었다 한다.
이 돈대는 군사 요충지인 강화도에 설치된 군사시설의 하나로, 조선 숙종 때의 축성 기술을 잘 간직하고 있는 국방 유적이다.

## 참고 자료
- 삼암돈대 - 국가유산청 국가유산포털

1. ↑  한국민족문화대백과사전